# بوو
بوو (به فرانسوی: Baives) یک کمون (فرانسه) در فرانسه است که در canton of Trélon واقع شده‌است. بوو ۷٫۹۸ کیلومتر مربع مساحت دارد ۲۵۰ متر بالاتر از سطح دریا واقع شده‌است.